# Navid Afkari
Navid Afkari (1993 – 12 de setembro de 2020) foi um lutador iraniano que foi torturado e condenado à morte pelo governo da República Islâmica do Irã por um suposto assassinato que ocorreu durante os protestos iranianos de 2018. Seus irmãos Vahid e Habib foram condenados a 54 e 27 anos de prisão no mesmo caso, respectivamente. Navid foi executado nas primeiras horas da manhã de 12 de setembro de 2020 na prisão Adel-Abad, em Xiraz.

## Carta dos pais
Seus pais enviaram uma carta ao chefe do Judiciário do Irã sobre a tortura que seu filho havia enfrentado.

## Reações
A sentença de morte de Navid gerou indignação global e apelos para anular sua execução, incluindo do presidente dos EUA, Donald Trump, e do presidente do UFC, Dana White. Trump tweetou em 4 de setembro de 2020:
Ouvindo que o Irã está querendo executar uma grande e popular estrela do wrestling, Navid Afkarai, de 27 anos, cujo único ato foi uma manifestação antigovernamental nas ruas. Eles protestavam contra a "piora da situação econômica e inflação do país". Aos líderes do Irã, eu agradeceria muito se poupassem a vida deste jovem, e não o executassem. Obrigado!
A porta-voz do Departamento de Estado dos EUA, Morgan Ortagus, tweetou: "Nos unimos ao mundo na indignação com a sentença de morte do regime iraniano para Navid Afkari, que foi torturado para fazer uma falsa confissão depois de participar de protestos pacíficos em 2018. O regime também torturou seus dois irmãos e os condenou a décadas na prisão. Deixe-os ir!"

## Resposta
A agência de notícias iraniana semioficial Tasnim News Agency rejeitou o tweet de Trump em um artigo, dizendo que as sanções dos EUA haviam afetado os hospitais iranianos em meio à pandemia, "Trump está preocupado com a vida de um assassino enquanto coloca a vida de muitos pacientes iranianos em perigo ao impor severas sanções," disse a agência.